# اس‌ام‌اس شلسویگ-هولشتاین
اس‌ام‌اس شلسویگ-هولشتاین (به انگلیسی: SMS Schleswig-Holstein) یک کشتی بود که طول آن ۱۲۷٫۶ متر (۴۱۸ فوت ۸ اینچ) بود. این کشتی در سال ۱۹۰۶ ساخته شد.